# جيمس إتش. تيلمان
جيمس إتش. تيلمان هو محامي وسياسي أمريكي، ولد في 27 يونيو 1869 في كارولاينا الجنوبية في الولايات المتحدة، وتوفي في 1 أبريل 1911. نشط حزبياً في الحزب الديمقراطي. وقد انتخب Lieutenant Governor of South Carolina ‏.